# Jantipa

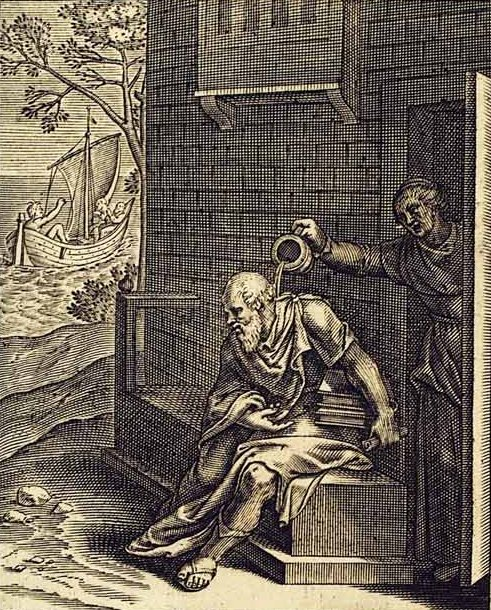
Un libro de emblemas muestra una ilustración de Jantipa vaciando un orinal sobre Sócrates, de Emblemata Horatiana ilustrado por Otho Vaenius, 1607.

Jantipa (en griego Ξανθίππη Xanthíppē) fue la esposa de Sócrates y la madre de sus tres hijos Lamprocles, Sofronisco, y Menexeno. Jantipa significa en griego «caballo rubio», de ξανθός xanthós («rubio») y ἵππος híppos («caballo»). 
Jantipa era probablemente mucho más joven que el filósofo, quizás unos cuarenta años. Por su supuesto mal carácter y por el despectivo modo en que trataba a su esposo ha pasado a la historia como insolente y feroz.

## Biografía
Existen pocas fuentes de primera mano acerca de Jantipa y su relación con Sócrates; su nombre apenas viene mencionado por Jenofonte  y por Platón en el diálogo Fedón. En este último se narra que los discípulos de Sócrates lo encontraron en su celda junto a Jantipa, llevando en brazos a uno de sus hijos, en la mañana del día de su sentencia.
Considerando que Sócrates mismo tiene setenta años, que uno de los hijos tenía que ser llevado en brazos y que Lamprocles no debía de pasar de la pubertad, se puede deducir que Jantipa debía de tener alrededor de treinta años cuando muere Sócrates. Se puede anticipar una fecha tentativa de nacimiento alrededor del año 430 a. C. Esto es consistente con el hecho de que Jantipa no viene mencionada en la comedia  Las nubes  de Aristófanes del año 424 a. C., en la que el mismo Sócrates es satirizado fuertemente.
Poco más se sabe acerca de la vida de Jantipa. Algunos trazos de su carácter se infieren básicamente a partir de algunas anécdotas referidas por Jenofonte. En sus Memorables (cap. 2.2), se narra que Lamprocles se queja de las reprimendas de su madre. Sócrates le hace ver la virtud de la gratitud, sobre todo cuando su madre no sólo le está bien dispuesta, sino que además "lo cuida cuando está enfermo, cuida que no le falte nada y además reza a los dioses por él."
Jenofonte mismo refiere otro tipo de anécdotas en El banquete (cap. 2.10). Estas serán la fuente para autores posteriores respecto al supuesto carácter de Jantipa. En una de ellas Sócrates se encuentra en el banquete y observa a una pequeña malabarista. Al respecto comenta que también las mujeres pueden aprender todo lo que un hombre puede aprender. Cuando se le pregunta por qué no ha conseguido entonces educar a Jantipa, Sócrates responde que es precisamente con los potros difíciles -una alusión al nombre de ella- como se entrena mejor.